# Substituição de importações
Substituição de importações, em economia, é um processo que leva ao aumento da produção interna de um país e a diminuição das suas importações. Ao longo da história econômica mundial, os processos de substituição de importações foram desencadeados por fatores políticos ou econômicos, e foram resultado de ações planejadas ou imposição das circunstâncias. Em todo caso é uma medida característica de governos protecionistas.
O processo de substituição de importações, quando fruto de política econômica, é geralmente obtido por controle de taxas de importação e manipulação da taxa de câmbio. 
Entre as décadas de 1960 e 1970 a Comissão Econômica para a América Latina e o Caribe (CEPAL) defendia que o desenvolvimento das economias do Terceiro Mundo passava pela adoção da política de substituição de importações. Esta política permitiria a acumulação de capitais internos que poderiam gerar um processo de desenvolvimento auto-sustentável e duradouro.
No Brasil, após a crise de 1929, a política de substituição de importações foi implementada com o objetivo de desenvolver o setor manufatureiro e resolver os problemas de dependência de capitais externos. 
Muitos analistas acreditam que a recente fase de prosperidade das  economias asiáticas é resultado da adoção de políticas que estimularam a substituição de importações e que permitiram o desenvolvimento de uma indústria voltada para a exportação...
A substituição das importações se refere a um modelo de planejamento a favor da industrialização tardia de caráter meramente capitalista. Foi implantado em muitos países da América Latina, como o Brasil, o México, a Argentina e na África, a África do Sul. Cabe ressaltar que, em cada país, o modelo apresenta particularidades internas, referentes aos (não muito) diferentes contextos político-sociais. Suas principais idéias são "Produzir internamente tudo aquilo que antes era importado ou aquilo que iríamos importar", fomentando a indústria nacional.
Tais países viram na industrialização por substituição de importações a grande chance para evoluírem tecnológica e socialmente, pois seus políticos apostavam que o Estado poderia investir em obras de infraestrutura, saneamento básico, melhorias paliativas na educação, saúde, segurança, transporte público, ou seja, preparar espaços geográficos - cidades e regiões metropolitanas-  para as futuras empresas que se instalariam na Grande  São Paulo, no Grande Rio de Janeiro, na Grande Porto Alegre, Zona Franca de Manaus, Baixada Santista entre outros 
Aproveitando para explorar uma grande quantidade de mão-de-obra barata e desqualificada, as transnacionais se instalaram e se beneficiaram de políticas de isenções de tributos, sem a pressão de sindicatos,  leis ambientais ou conflitos étnicos. Tais  países, grande territorialmente e ricos em recursos minerais e energéticos, conseguiram avançar tecnologicamente mas  ficariam à mercê das decisões externas do FMI e do BIRD e das oscilações do mercado externo que ditavam de fora os passos para o tratamento das políticas sociais.
De fato, foi um período de crescimento econômico destes países e de grande avanço tecnológico, apesar da presença de ditaduras. Mesmo assim, não foi suficiente para proporcionar uma efetiva redução dos índices de desigualdades sociais internas. Um bom exemplo disso é o Brasil que ainda enfrenta grandes diferenças entre as regiões  norte - nordeste e sudeste-sul.
Países como Brasil e México alcançaram um nível de desenvolvimento econômico e tecnológico suficiente para serem classificados como países subdesenvolvidos industrializados tardiamente ("países emergentes") e com grandes desigualdades sociais e alto custo ambiental.
Com a Crise da dívida externa ocorrida a partir da moratória de 1982 do México, a maioria dos países da América Latina abandonou a política da substituição de importações por outras voltadas para a importações, estratégia de fundo neoliberal apoiada pelo FMI 